# Cash (film, 2010)
Pour les articles homonymes, voir Cash.
Pour plus de détails, voir Fiche technique et Distribution.
Cash, également typographié Ca$h, est un film indépendant américain réalisé par Stephen Milburn Anderson et sorti en 2010.
En France, il est directement disponible en DVD et en Blu-Ray le 28 septembre 2010. 

## Synopsis
Un jour à Chicago, Sam Phelan récupère sur la route une mallette projetée accidentellement contre sa voiture. Il y découvre une somme de 600 000 dollars sous forme liquide. Lui et sa femme, Leslie, victimes de lourds problèmes financiers, décident alors de dépenser cet argent « tombé du ciel » pour subvenir à leurs besoins. Malheureusement pour eux, un gangster nommé Pyke Kubic et s'avérant être le propriétaire de l'argent les trouve afin de reprendre ce qui lui appartient. Menacés par Pyke et sa redoutable cupidité, les Phelan, acculés, devront donc regagner la totalité de cet argent jusqu'au dernier dollar en commettant ce qu'ils ne s'attendaient pas à commettre…

## Fiche technique
- Titre : Cash (ou Ca$h)
- Réalisation : Stephen Milburn Anderson
- Scénario : Stephen Milburn Anderson
- Musique : Jesse Voccia
- Décors : Gary Baugh
- Costumes : Lizzie Cook et Mary Law Weir
- Photographie : John R. Leonetti et Robert Primes
- Montage : Mark Conte
- Production : Stephen Milburn Anderson, Naveen Chathappuram, Al Hayes, Billy Higgins et Prema Thekkek
- Sociétés de production : Immortal Thoughts et Three Good Men
- Pays de production :  États-Unis
- Langue originale : anglais
- Format : couleur - 1,85:1 - Dolby Digital
- Genre : comédie, film policier, thriller
- Durée : 108 minutes
- Budget : estimé à 7 000 000 $
- Dates de sortie :
  - Royaume-Uni : 1er mars 2010
  - États-Unis : 26 mars 2010

## Distribution
- Sean Bean (VF : Bernard Gabay) : Pyke Kubic/Reese Kubic
- Chris Hemsworth : Sam Phelan
- Victoria Profeta : Leslie Phelan
- Mike Starr : Melvin Goldberg
- Glenn Plummer : Glen the Plumber
- Michael Mantell : Mr. Dale
- Antony Thekkek : Bahadurjit Tejeenderpeet Singh